# Campeonato Mundial de Deportes Ecuestres de 2022
El IX Campeonato Mundial de Deportes Ecuestres se celebró en dos sedes: Herning (Dinamarca) entre el 6 y el 14 de agosto (doma, salto de obstáculos y volteo) y en Pratoni del Vivaro (Italia) entre el 14 y el 25 de septiembre (concurso completo y enganches) de 2022 bajo la organización de la Federación Ecuestre Internacional (FEI), la Federación Danesa de Hípica y la Federación Italiana de Hípica.
Las competiciones se realizaron en el Estadio Stutteri Ask y el Jyske Bank Boxen de la ciudad danesa y en el Centro Deportivo Ecuestre Rocca di Papa de la ciudad italiana. 
En total fueron disputadas 14 pruebas, repartidas en cinco deportes ecuestres: doma, concurso completo, salto de obstáculos, volteo y enganches.

## Calendario
| ● | Preliminares |  | Finales |

| Agosto/Septiembre de 2022 | 06 Sá | 07 Do | 08 Lu | 09 Ma | 10 Mi | 11 Ju | 12 Vi | 13 Sá | 14 Do | – | 15 Ju | 16 Vi | 17 Sá | 18 Do | 22 Ju | 23 Vi | 24 Sá | 25 Do | Finales por deporte |
| ------------------------- | ----- | ----- | ----- | ----- | ----- | ----- | ----- | ----- | ----- | - | ----- | ----- | ----- | ----- | ----- | ----- | ----- | ----- | ------------------- |
| Doma                      | ●     | 1     | 1     |       | 1     |       |       |       |       | – |       |       |       |       |       |       |       |       | 3                   |
| Concurso completo         |       |       |       |       |       |       |       |       |       | – | ●     | ●     | ●     | 2     |       |       |       |       | 2                   |
| Saltos de obstáculo       |       |       |       |       | ●     | ●     | 1     |       | 1     | – |       |       |       |       |       |       |       |       | 2                   |
| Volteo                    | ●     | ●     | 3     |       | 2     |       |       |       |       | – |       |       |       |       |       |       |       |       | 5                   |
| Enganches                 |       |       |       |       |       |       |       |       |       | – |       |       |       |       | ●     | ●     | ●     | 2     | 2                   |
| Finales por día           | –     | 1     | 4     | –     | 2     | –     | 1     | –     | 1     | – | –     | –     | –     | 2     | –     | –     | –     | 2     | 14                  |

## Medallistas
| Evento                                  | Oro | Plata | Bronce |
| --------------------------------------- | --- | --- | --- |
| Doma clásica individual (08.08)         | Charlotte Fry (Glamourdale) Reino Unido 82,508 pts. | Cathrine Dufour (Vamos Amigos) Dinamarca 81,322 pts. | Dinja van Liere · (Hermes) · Países Bajos · 79,407 pts.                                                                                           |
| Doma estilo libre individual (10.08)    | Charlotte Fry (Glamourdale) Reino Unido 90,654 | Cathrine Dufour (Vamos Amigos) Dinamarca 89,411 | Dinja van Liere · (Hermes) · Países Bajos · 86,900                                                                                                |
| Doma por equipos (07.08)                | Nanna Merrald Rasmussen (Blue Hors Zack) Carina Krüth (Heiline's Danciera) Daniel Bachmann Andersen (Marshall-Bell) Cathrine Dufour (Vamos Amigos) Dinamarca 235,451    | Richard Davison (Bubblingh) Gareth Hughes (Classic Briolinca) Charlotte Dujardin (Imhotep) Charlotte Fry (Glamourdale) Reino Unido 234,223                       | Ingrid Klimke · (Franziskus) · Benjamin Werndl · (Famoso) · Isabell Werth · (Quantaz) · Frederic Wandres · (Duke of Britain) · Alemania · 230,791 |
| Salto de obstáculos individual (14.08)  | Henrik von Eckermann · (King Edward) · Suecia · 0,58 | Jérôme Guéry · (Quel Homme de Hus) · Bélgica · 3,35 | Maikel van der Vleuten · (Beauville) · Países Bajos · 5,96                                                                                        |
| Salto de obstáculos por equipos (12.08) | Henrik von Eckermann · (King Edward) · Malin Baryard-Johnsson · (H&M Indiana) · Jens Fredricson · (Markan Cosmopolit) · Peder Fredricson · (H&M All In) · Suecia · 7,69 | Sanne Thijssen · (Con Quidam) · Maikel van der Vleuten · (Beauville) · Jur Vrieling · (Long John Silver) · Harrie Smolders · (Monaco NOP) · Países Bajos · 19,31 | Benjamin Maher (Faltic HB) Joseph Stockdale (Cacharel) Harry Charles (Romeo 88) Scott Brash (Hello Jefferson) Reino Unido 22,66                   |
| Concurso completo individual (18.09)    | Yasmin Ingham (Banzai du Loir) Reino Unido 23,2 | Julia Krajewski · (Amande de B'Néville) · Alemania · 26,0 | Timothy Price (Falco) Nueva Zelanda 26,2 |
| Concurso completo por equipos (18.09)   | Julia Krajewski · (Amande de B'Néville) · Michael Jung · (Fischer Chipmunk) · Christoph Wahler · (Carjatan S) · Sandra Auffarth · (Viamant du Matz) · Alemania · 95,2   | William Coleman (Off The Record) Tamra Smith (Mai Baum) Lauren Nicholson (Vermiculus) Boyd Martin (Tsetserleg TSF) Estados Unidos 100,3                          | Timothy Price (Falco) Jonelle Price (McClaren) Monica Spencer (Artist) Clarke Johnstone (Menlo Park) Nueva Zelanda 100,7                          |
| Enganches individual (25.09)            | Boyd Exell (Celviro, Checkmate, Hero, Ivor) Australia 156,06 | Ijsbrand Chardon · (Balero, Eddy, Enrico, Favory Fantom) · Países Bajos · 159,82                                                                                 | Michael Brauchle · (Carola, Djamilo, Don, Quidditch S) · Alemania · 163,89                                                                        |
| Enganches por equipos (25.09)           | Koos de Ronde · Bram Chardon · Ijsbrand Chardon · Países Bajos · 313,93                                                                                                 | Georg von Stein · Michael Brauchle · Mareike Harm · Alemania · 327,45                                                                                            | Tom Stokmans · Dries Degrieck · Glenn Geerts · Bélgica · 356,39                                                                                   |
| Volteo individual masculino (08.08)     | Lambert Leclezio (Estado IFCE) Francia 9,399 | Quentin Jabet (Ronaldo 200) Francia 8,837 | Jannik Heiland · (Dark Beluga) · Alemania · 8,833                                                                                                 |
| Volteo individual femenino (08.08)      | Manon Moutinho (Saitiri) Francia 9,296 | Sheena Bendixen (Klintholms Ramstein) Dinamarca 8,855 | Julia Sophie Wagner · (Giovanni 185) · Alemania · 8,748                                                                                           |
| Volteo pas de deux (10.08)              | Chiara Congia · Justin van Gerven · (Highlight) · Alemania · 8,951 | Diana Harwardt · Peter Künn · (Sir Laulau) · Alemania · 8,665 | Rebecca Greggio · Davide Zanella · (Orlando Tancredi) · Italia · 8,178                                                                            |
| Volteo por escuadra (08.08)             | Alemania · (Calidor 10) · 8,614 | Francia (Londontime) 8,549 | Suiza · (Rayo de la Luz) · 8,279 |
| Volteo por equipos (10.08)              | Francia 9,146 | Dinamarca 8,669 | Austria · 8,383 |

## Medallero
| Núm. | País           | Oro | Plata | Bronce | Total |
| ---- | -------------- | --- | ----- | ------ | ----- |
| 1    | Alemania       | 3   | 3     | 4      | 10    |
| 2    | Francia        | 3   | 2     | 0      | 5     |
| 3    | Reino Unido    | 3   | 1     | 1      | 5     |
| 4    | Suecia         | 2   | 0     | 0      | 2     |
| 5    | Dinamarca      | 1   | 4     | 0      | 5     |
| 6    | Países Bajos   | 1   | 2     | 3      | 6     |
| 7    | Australia      | 1   | 0     | 0      | 1     |
| 8    | Bélgica        | 0   | 1     | 1      | 2     |
| 9    | Estados Unidos | 0   | 1     | 0      | 1     |
| 10   | Nueva Zelanda  | 0   | 0     | 2      | 2     |
| 11   | Austria        | 0   | 0     | 1      | 1     |
| 11   | Italia         | 0   | 0     | 1      | 1     |
| 11   | Suiza          | 0   | 0     | 1      | 1     |
|      | TOTAL          | 14  | 14    | 14     | 42    |